# HMS Thunderer (1911)
HMS Thunderer là một thiết giáp hạm dreadnought lớp Orion được chế tạo cho Hải quân Hoàng gia Anh Quốc trước Chiến tranh Thế giới thứ nhất. Nó đã phục vụ cùng Hải đội Chiến trận 2 thuộc Hạm đội Grand trong chiến tranh, và đã chiến đấu trong trận Jutland vào ngày 31 tháng 5-1 tháng 6 năm 1916 không bị hư hại. Sau chiến tranh, do những giới hạn của Hiệp ước Hải quân Washington, Thunderer được cho ngừng hoạt động năm 1921 và trở thành một tàu huấn luyện học viên sĩ quan, rồi bị bán để tháo dỡ vào năm 1926.

## Thiết kế và chế tạo

### Bối cảnh
Thunderer và những chiếc chị em được đặt lườn vào lúc chính phủ Đảng Dân chủ Tự do Anh buộc phải thực hiện cam kết lúc tuyển cử sẽ cắt giảm mức độ chi tiêu vũ trang. Những thông tin sai lệch được Tùy viên Hải quân tại Đức cung cấp cho thấy họ đang chế tạo dreadnought với một tốc độ, nếu như không đối đầu, cũng sẽ xấp xỉ ngang bằng với lực lượng Anh. Vào lúc đó đang tồn tại một chính sách có tên "Tiêu chuẩn hai thế lực", đòi hỏi hạm đội chiến trận Anh phải luôn luôn mạnh hơn 10% so với lực lượng của hai cường quốc hải quân tiếp theo cộng lại. Theo như được báo cáo lên chính phủ Anh, kế hoạch của Đức được xem như rõ ràng phá vỡ chính sách này. Vì vậy Reginald McKenna, Bộ trưởng Hải quân Anh, đã thúc đẩy trình kế hoạch chế tạo lớp Orion sang Quốc hội Anh với sự ủng hộ của Thủ tướng Anh H.H. Asquith nhưng dưới sự phản đối của David Lloyd-George và Winston Churchill.
Thunderer đặt hàng theo Ngân sách Hải quân 1909 và được chế tạo bởi hãng Thames Ironworks với chi phí 1.892.823 Bảng Anh, đắt nhất trong tất cả những chiếc trong lớp. Nó được đặt lườn vào ngày 16 tháng 4 năm 1910, hạ thủy vào ngày 1 tháng 2 năm 1911 và đưa ra hoạt động vào tháng 5 năm 1912. Thunderer là chiếc thiết giáp hạm cuối cùng được chế tạo trên sông Thames trước khi hãng tàu phải đóng cửa do phá sản; hầu hết các đơn đặt hàng lúc đó đều đi đến các xưởng đóng tàu phía Bắc.

### Đặc tính chung
Lớp Orion là những thiết giáp hạm dreadnought đầu tiên của Anh, và cũng là đầu tiên trên thế giới ngoại trừ South Carolina và Michigan của Hải quân Hoa Kỳ, trang bị toàn bộ dàn pháo chính trên trục giữa con tàu. Thiết kế này được đưa ra trước khi có quyết định sau cùng về cỡ pháo. Người ta biết phía Đức sản xuất một số lượng lớn nòng pháo cỡ 11 in (280 mm) và 12 in (300 mm), trong khi kiểu pháo 12 inch/50 calibre đã đạt đến cuối chu kỳ phát triển, nên có nhu cầu phải tăng cỡ nòng pháo chính lên 13,5 in (340 mm). Điều này đến lượt nó đưa đến sự gia tăng đáng kể kích thước con tàu so với những chiếc dreadnought trước đó, và trọng lượng choán nước tăng thêm khoảng 2.500 tấn (2.500 tấn Anh).
Thunderer có chiều dài chung 581 ft (177,1 m); nó có mạn thuyền rộng tối đa 88 ft 7 in (27,0 m) và mớn nước 24 ft 6 in (7,5 m). Trong lượng choán nước của nó là 22.000 tấn (22.000 tấn Anh) ở tải trọng thông thường và lên đến 25.870 tấn (25.460 tấn Anh) khi đầy tải nặng. Cột ăn-ten trước được bố trí ngay phía sau ống khói trước, giống như trường hợp của HMS Dreadnought và Colossus (nhưng không như các lớp Bellerophon và St. Vincent). Việc này khiến bệ điều khiển hỏa lực bên trên cột hầu như không sống được bởi khói và hơi nóng khi đi vào hướng gió. Lý do duy nhất cho sự sắp xếp này là thuận tiện để bố trí móc treo các chiếc xuồng của con tàu. Để giảm nhẹ phần nào sự bất tiện này, ống khói trước có đường kính nhỏ hơn và chỉ thoát hơi cho sáu nồi hơi, 12 nồi hơi còn lại được thoát qua ống khói sau. Chiều cao của cột ăn-ten chính được hạ thấp và lưới chống ngư lôi được tháo dỡ vào năm 1915; bệ điều khiển hỏa lực được mở rộng sau trận Jutland năm 1916 cũng như một bệ phóng máy bay được đặt trên nóc tháp pháo "B".

### Hệ thống động lực
Thunderer được vận hành bởi bốn turbine hơi nước Parsons dẫn động bốn trục chân vịt. Các trục chân vịt giữa được nối với các turbine áp lực cao trước và sau với một tầng hộp số phía trước để đi đường trường, sẽ ngắt ra khỏi turbine chính bởi một van nối tắt. Các trục chân vịt bên mạn được nối với các turbine áp lực thấp trước và sau; khi đi đường trường chúng được tắt bớt và con tàu chỉ thuần túy dựa vào các trục giữa. Hơi nước cho các turbine được cung cấp từ 18 nồi hơi Babcock and Wilcox, phân thành ba phòng nồi hơi với sáu nồi hơi mỗi phòng. Chúng chủ yếu đốt than, nhưng được phun thêm dầu để làm tăng nhanh áp suất hơi nước.
Công suất thiết kế là 27.000 hp (20 MW) cho phép con tàu đạt tốc độ tối đa 21 hải lý trên giờ (38,9 km/h). Bình thường con tàu mang theo 900 t (990 tấn Mỹ) than, nhưng có thể chở tối đa 3.300 t (3.600 tấn Mỹ) cộng với 800 t (880 tấn Mỹ) dầu đốt; phạm vi hoạt động của nó là 6.730 hải lý (12.460 km) ở tốc độ đường trường 10 kn (19 km/h), hoặc 4.110 hải lý (7.610 km) ở tốc độ 19 kn (35 km/h).

### Vũ khí
Dàn pháo chính bao gồm mười khẩu pháo BL 13,5 in (340 mm)/45 caliber Mark V đặt trên năm tháp pháo nòng đôi, tất cả đều trên trục giữa con tàu. Tháp pháo "A" bố trí trên sàn trước với góc bắn không giới hạn bên trên sàn tàu khoảng 300°. Tháp pháo "B" được đặt ngay sau tháp pháo "A" một sàn cao hơn; trên lý thuyết nó cũng có góc bắn tương đương, nhưng do việc Bộ Hải quân Anh khăng khăng giữ lại vòm quan sát trên các nóc tháp pháo, việc khai hỏa ngay bên trên tháp pháo "A" gây hiệu ứng áp lực nổ không chịu nổi cho những người bên trong, nên chỉ giới hạn trong góc bắn qua mạn tàu. Tháp pháo "Q", được đặt giữa ống khói sau và cấu trúc thượng tầng phía sau và một sàn thấp hơn tháp pháo "A", có góc bắn 120° qua cả hai bên mạn nhưng không thể bắn trực tiếp ra phía trước hay phía sau. Tháp pháo "X" được đặt ngang mức tháp pháo "A" trên sàn sau và bắn thượng tầng bên trên tháp pháo "Y"; nó có góc bắn lý thuyết và giới hạn tương tự như trường hợp tháp pháo "B" do cùng một lý do. Tháp pháo "Y" được đặt trên sàn sau ngang với tháp pháo "Q" với góc bắn không giới hạn ra phía sau trên 300°. Lượng đạn dược mang theo tối đa của con tàu là 100 quả đạn pháo cho mỗi khẩu pháo.
Kiểu pháo BL 13,5 inch Mark V dài trên 52 ft (16 m), nòng pháo nặng hơn 70 t (69 tấn Anh) và có tuổi thọ hơn 450 lượt bắn. Chúng bắn ra đạn pháo xuyên thép (CAP) nặng 1.266,5 lb (574,5 kg) với 30–40 lb (14–18 kg) thuốc nổ hoặc đạn pháo nổ mạnh (HE) nặng 1.250 lb (570 kg) với 176,5 lb (80,1 kg) thuốc nổ. Sử dụng liều thuốc phóng 293 lb (133 kg) cordite, chúng đạt tầm xa tối đa 24.000 yd (22 km) ở góc nâng 20°. Ở khoảng cách 10.000 yd (9,1 km) đạn pháo xuyên thép (CAP) có thể xuyên thủng vỏ giáp Krupp dày 12 in (300 mm). Tháp pháo kiểu Mark V trang bị cho Thunderer nặng khoảng 600 t (590 tấn Anh).
Mười sáu khẩu pháo BL 4 in (100 mm) Mk VII nạp bằng khóa nòng được trang bị cho dàn pháo hạng hai. Chúng được bố trí đối xứng với tám khẩu trên cấu trúc thượng tầng phía trước có góc bắn ra phía trước và bên mạn, và tám khẩu trên cấu trúc thượng tầng phía sau bắn ra bên mạn và phía sau; chúng bắn ra đạn pháo nặng 31 lb (14 kg) đến tầm xa tối đa 11.500 yd (10,5 km) và có tốc độ bắn từ 6 đến 8 phát mỗi phút. Số khẩu pháo được giảm còn 13 khẩu trong giai đoạn Chiến tranh Thế giới thứ nhất, và một khẩu 4 inch phòng không được trang bị trên sàn sau. Nó còn có bốn khẩu pháo chào 3-pounder gắn cao trên cấu trúc thượng tầng, cùng ba ống phóng ngư lôi 21 in (530 mm) ngầm gồm một ống mỗi bên mạn và một phía đuôi. Lớp Orion sử dụng kiểu ngư lôi Whitehead Mark II có tầm xa tối đa 4.000 yd (3,7 km) ở tốc độ 35 kn (65 km/h) hoặc 5.500 yd (5,0 km) ở tốc độ 30 kn (56 km/h) và đầu đạn chứa 400 lb (180 kg) thuốc nổ TNT. Có tổng cộng 20 quả ngư lôi được mang theo.

### Kiểm soát hỏa lực
Hệ thống kiểm soát hỏa lực của con tàu bao gồm một máy đo tầm xa 9 ft 6 in (2,90 m) đặt trên nóc kiểm soát hỏa lực. Thông tin về tầm xa và phương hướng của mục tiêu được chuyển đến Bảng điều khiển hỏa lực Dreyer, một máy tính cơ khí sơ khai do Frederic Charles Dreyer sáng chế và phát triển; nó tính toán đối chiếu hướng và tốc độ gió, hướng và tốc độ của con tàu, hướng và tốc độ của mục tiêu, nhiệt độ và độ hao mòn của nòng pháo cùng những hiệu chỉnh cho hiệu ứng Coriolis. Kết quả tính toán góc xoay và góc nâng các khẩu pháo được truyền bằng điện trở lại tháp pháo, nơi các pháo thủ làm theo chỉ thị được hướng dẫn. Khi đạn pháo nạp xong, nút chuyển trên khóa nòng đóng lại làm bật sáng đèn chỉ thị trên tháp chỉ huy; các khẩu pháo được sĩ quan hỏa lực khai hỏa bằng điện.

### Vỏ giáp
Vào lúc thiết kế lớp Orion, cỡ nòng pháo lớn nhất trang bị cho thiết giáp hạm của mọi nước khác là 12 in (300 mm). Tuy nhiên, người ta tin rằng trong xu hướng tiếp tục tăng thêm kích thước của các lớp tàu chiến, cỡ nòng pháo chắc chắn sẽ tăng lên. Vì thế Thunderer và các tàu chị em được trang bị vỏ giáp mạnh và rộng rãi hơn so với những chiếc dreadnought Anh trước đó. Đai giáp ở mực nước dày 12 in (300 mm), kéo dài từ ngang giữa bệ tháp pháo "A" đến bệ tháp pháo "Y"; mép dưới của đai giáp mở rộng 3 ft 4 in (1,02 m) bên dưới mực nước ở tải trọng thông thường. Bên trên đai giáp này là một đai giáp trên dày 8 in (200 mm) có cùng chiều dài và mở rộng lên phía trên nhiều hơn so với những chiếc dreadnought trước đó; mép trên của nó ngang với sàn giữa, cung cấp một chiều cao toàn bộ của đai giáp là 20 ft 6 in (6,25 m). Phía trước bệ tháp pháo "A", đai giáp kéo dài một khoảng ngắn dày 6 in (150 mm) vuốt mỏng còn 4 in (100 mm); và phần sau đuôi của đai giáp tiếp tục một khoảng ngắn dày 2,5 in (64 mm). Mũi và đuôi con tàu không được bọc giáp.
Một đai giáp chống ngư lôi chạy dài từ bệ tháp pháo "A" đến bệ tháp pháo "Y", mở rộng từ sàn dưới đến đáy tàu; nó có độ dày thay đổi 1–1,75 in (25–44 mm) và được dự định ngăn ngừa ngư lôi hay thủy lôi có thể kích nổ hầm đạn. Một vách ngăn bọc thép dày 10 in (250 mm) bố trí ở phần cuối của đai giáp chung quanh bệ tháp pháo "Y", và thêm một vách ngăn khác ở giữa nó và đuôi tàu dày 2,5 in (64 mm); cả hai mở rộng từ sàn dưới đến sàn trên. Vách ngăn phía trước kéo dài từ mép trước của đai giáp cả hai bên mạn đến mặt bệ tháp pháo "A" dày 8 in (200 mm) giữa sàn trước và sàn chính, và 6 in (150 mm) giữa sàn chính và sàn dưới. Một vách ngăn khác dày 4 in (100 mm) được bố trí giữa nó và mũi tàu, khoảng một-phần-ba khoảng cách từ mũi đến bệ tháp pháo phía trước.
Có bốn lớp sàn tàu bọc thép. Sàn trên và sàn chính dày 1,5 in (38 mm), sàn giữa dày 1 in (25 mm) trong khi sàn dưới dày 2,5 in (64 mm) vuốt mỏng còn 1 inch phía trước và 4 in (100 mm) vuốt mỏng còn 3 in (76 mm) phía sau. Chỗ dày nhất được bố trí bên trên hầm đạn và động cơ. Mặt trước của các tháp pháo dày 11 in (280 mm), đai của bệ tháp pháo dày 3–4 in (76–102 mm). Chỗ dày nhất của bệ tháp pháo là 10 in (250 mm), nhưng vuốt mỏng còn 7–3 in (178–76 mm) nơi các cấu trúc hoặc sàn tàu tiếp giáp đã cung cấp một mức độ bảo vệ nào đó. Tháp chỉ huy được bảo vệ bởi vỏ giáp dày 11–3 in (279–76 mm).

## Lịch sử hoạt động
Khi được đưa ra hoạt động vào tháng 6 năm 1912, Thunderer cùng với các tàu chị em Orion, Monarch và Conqueror hình thành nên Đội 2 của Hải đội Chiến trận 2. Hoạt động trước chiến tranh của chúng tiêu biểu cho mọi tàu chiến chủ lực của hạm đội Anh vào lúc đó, bao gồm các cuộc cơ động hạm đội và thực hành chiến trận. Nó được tái trang bị vào tháng 12 năm 1914.
Trong trận Jutland vào ngày 31 tháng 5 năm 1916, cả bốn chiếc trong lớp Orion đều hiện diện dưới sự chỉ huy của Chuẩn đô đốc Arthur Leveson, đặt cờ hiệu của mình trên chiếc Orion; chỉ huy của Thunderer là Hạm trưởng Đại tá Hải quân J.A. Fergusson. Nó nhìn thấy các tàu chiến Đức lần đầu tiên lúc 18 giờ 30 phút ở khoảng cách 22.000–18.000 yd (20–16 km), nhưng vì là chiếc cuối cùng trong hàng của Đội 2 và tầm nhìn bị che khuất bởi khói của ba con tàu chị em đi trước, nó đã không thể nổ súng. Đến 19 giờ 15 phút, nó nhìn thấy hai thiết giáp hạm đối phương qua khoảng trống giữa hai chiếc Royal Oak và Iron Duke, và đã bắn hai loạt đạn pháo xuyên thép (CAP) nhằm vào chiếc dẫn đầu nhưng đều trượt. Đó là lần cuối cùng Thunderer nhìn thấy đối phương. Khi Hạm đội Biển khơi Đức tách ra khỏi trận chiến và rút lui về phía Nam, tàu chiến-tuần dương Moltke trông thấy bốn tàu chiến lớn của đối phương lúc 22 giờ 40 phút; đó chính là bốn chiếc thuộc lớp Orion, và con tàu Đức đã may mắn thoát đi vì các trinh sát viên Anh không nhìn thấy nó.
Trong suốt trận chiến Thunderer chỉ bắn ra tổng cộng 37 quả đạn pháo xuyên thép 13,5 inch, và giống như các tàu chị em, nó không sử dụng đến dàn pháo hạng hai và cũng không bị thiệt hại gì. Sau trận này Hạm đội Biển khơi Đức rất ít khi xuất hiện tại Bắc Hải nên nó chỉ hoạt động thuần túy trong nhiệm vụ tuần tra và càn quét. Vào năm 1917 Thunderer được bổ sung các bệ phóng máy bay trên nóc các tháp pháo "B" và "X". Sau chiến tranh nó hoạt động như một tàu huấn luyện học viên sĩ quan từ năm 1921, và với vai trò này nó là chiếc duy nhất còn lại trong lớp khi các tàu chị em phải tháo dỡ hay đánh chìm theo những điều khoản mà Hiệp ước Hải quân Washington quy định. Cuối cùng vào tháng 11 năm 1926 nó cũng bị bán để tháo dỡ tại Rosyth.